# Asobi Asobase
Asobi Asobase (あそびあそばせ, litt. « Amuse-toi ») est une série de manga écrite et dessinée par Rin Suzukawa. L'histoire suit le quotidien burlesque de trois jeunes collégiennes s'amusant à des jeux. Lancée dans le webzine Young Animal Densi de Hakusensha en juin 2015, la série est transférée sur le site Manga Park du même éditeur en août 2017,. En parallèle, la série est également prépubliée dans le magazine de seinen manga Young Animal de novembre 2016 à novembre 2022. Une adaptation en une série télévisée d'animation par le studio Lerche est diffusée pour la première fois au Japon entre le 8 juillet et le 23 septembre 2018,.

## Intrigue
La série est centrée sur Hanako, Olivia et Kasumi, toutes en deuxième année dans un collège pour filles et les trois seuls membres du Cercle des joueurs (遊び人研究会, Asobinin kenkyūkai, en anglais : Pastimers Club), un groupe non officiellement reconnu. Le club a des objectifs très ambigus, consistant généralement en des soi-disant « passe-temps » que les filles trouvent par hasard.

## Personnages
Hanako Honda (本田 華子, Honda Hanako)
Voix japonaise : Hina Kino,
Hanako est la plus énergique du trio, cette dernière entraînant souvent ses deux camarades dans divers péripéties. Plusieurs éléments semblent indiquer que Hanako est issue d'une famille bourgeoise, notamment le fait qu'elle possède un majordome.
Olivia (オリヴィア, Orivia)
Voix japonaise : Rika Nagae (ja),
Olivia est une étudiante originaire d'un pays anglophone, caractéristique sur laquelle elle joue en permanence quand elle doit s'intégrer. Cette dernière est néanmoins née au Japon et y a par la suite grandi. Elle semble inconsciente de son odeur corporelle, bien que celle-ci donne lieu à des réflexions implicites des filles à son sujet.
Kasumi Nomura (野村 香純, Nomura Kasumi)
Voix japonaise : Konomi Kohara,
Kasumi est une élève plutôt sérieuse, n'aimant pas jouer aux divers jeux en raison des taquineries constantes qu'elle subissait de sa sœur lorsqu'elle était plus jeune. Elle est mauvaise en anglais et se montre très timide par moments. Elle apprécie écrire des fictions de type "BL".
Chisato Higuchi (樋口 千紗都, Higuchi Chisato)
Voix japonaise : Ryōko Maekawa (ja),
Chisato est une enseignante qui, à la suite d'un chantage, est devenue la conseillère du Cercle des joueurs. Cette dernière se sent souvent découragée de ne pas trouver de mari.
Maeda (前多)
Voix japonaise : Ryōtarō Okiayu (ja),
Maeda est le majordome de famille de Hanako. Après avoir été sondé par des extraterrestres des années auparavant, il a la capacité de tirer des rayons laser par ses fesses. Il peut rapidement construire ou se procurer tout objet demandé par Hanako, cela allant bassin gonflable à un robot.
Présidente du conseil des élèves (生徒会長, Seitokaichō)
Voix japonaise : Honoka Inoue,
La présidente du conseil est une jeune fille intelligente à l' attitude timide. Elle aurait réussi à obtenir sa position grâce à un discours à l'apparence menaçante. Elle s'oppose fréquemment aux initiatives du Club de Jeux, les jugeant inappropriées.
Luu Oka (岡 るう, Oka Ruu)
Voix japonaise : Mai Kanazawa (ja)
Surnommée Luu, Oka est à la tête du Cercle d'étude du surnaturel (超常現象科学部, Chōjōgenshō-kagakubu). Ce dernier se lie d'amitié avec le Cercle des joueurs, et lui enseigne des jeux sur le thème de l'occultisme.
Aguri Matō (間桐 あぐり, Matō Aguri)
Voix japonaise : Megumi Toda (ja),
Surnommé Agrippa (アグリッパ, Agurippa), Aguri est une membre fidèle du Cercle d'étude du Surnaturel. Elle n'assistait plus à la classe pendant un moment pour des raisons médicales.
Tsugumi Aozora (青空 つぐみ, Aozora Tsugumi)
Voix japonaise : Aoi Yūki,
Tsugumi est une camarade de classe que le trio du Cercle de Jeu soupçonne d'être un garçon. Les filles élaborent différents stratagèmes afin de découvrir la véritable identité de Tsugumi. Cette dernière garde son identité ambiguë jusqu'au bout et aime taquiner le Club des Jeux.
Sainan (済南)
Voix japonaise : Yasunori Masutani (ja),
Sainan est le professeur de langue , se trouvant régulièrement être l'une des victimes des méfaits des filles.
Takayanagi (高柳)
Voix japonaise : Mitsuki Saiga,
Takayanagi est la conseillère en orientation scolaire, d'apparence plutôt masculine. Elle a une petite sœur en troisième année qui se trouve être la présidente du club de natation.
Kentarō Honda (本田 健太郎, Honda Kentarō)
Voix japonaise : Eishin Fudemaru (ja),
Kentarō est le frère cadet de Hanako.
Le grand frère d'Olivia (オリヴィアの兄, Orivia no ani)
Voix japonaise : Toshiyuki Morikawa,
Son vrai nom n'est pas révélé dans la série. Il s'agit d'un homme en embonpoint, arborant de longs cheveux noir ainsi que des lunettes de soleil typiques du style Akiba-kei.

## Productions et supports

### Manga
Asobi asobase (あそびあそばせ) est écrite et dessinée par Rin Suzukawa,. La série est lancée dans le webzine Young Animal Densi de Hakusensha le 26 juin 2015; mais à partir du 1er août 2017, la série a été transférée sur le site Manga Park du même éditeur après la fermeture du Young Animal Densi. Le manga est également présent dans le magazine de prépublication de seinen manga Young Animal depuis le 25 novembre 2016. Avec le premier volume tankōbon publié par Hakusensha en février 2016, la série compte à ce jour treize volumes tankōbon.
Une version française du manga est éditée par Noeve Grafx depuis le 10 décembre 2021.

#### Liste des volumes
| no                                                      | Japonais          | Japonais                                                                 | Français         | Français          |
| no                                                      | Date de sortie    | ISBN                                                                     | Date de sortie   | ISBN              |
| ------------------------------------------------------- | ----------------- | ------------------------------------------------------------------------ | ---------------- | ----------------- |
| 1                                                       | 29 février 2016   | 978-4-592-14179-2                                                        | 10 décembre 2021 | 978-2-38-316088-5 |
| 2                                                       | 29 août 2016      | 978-4-592-14180-8                                                        | 29 avril 2022    | 978-2-38-316103-5 |
| 3                                                       | 28 février 2017   | 978-4-592-14708-4                                                        | 10 juin 2022     | 978-2-38-316165-3 |
| 4                                                       | 29 août 2017      | 978-4-592-14709-1                                                        | 8 septembre 2023 | 978-2-38-316340-4 |
| 5                                                       | 26 janvier 2018   | 978-4-592-14710-7                                                        | —                |                   |
| 6                                                       | 29 juin 2018      | 978-4-592-16126-4                                                        | —                |                   |
| 7                                                       | 26 décembre 2018, | 978-4-592-16127-1 (édition standard) 978-4-592-10522-0 (édition limitée) | —                |                   |
| EXTRA : L'édition limitée du 7e volume comporte un OAV. |                   |                                                                          |                  |                   |
| 8                                                       | 29 juin 2018      | 978-4-592-16128-8                                                        | —                |                   |
| 9                                                       | 28 février 2020   | 978-4-592-16129-5                                                        | —                |                   |
| 10                                                      | 28 août 2020      | 978-4-592-16130-1                                                        | —                |                   |
| 11                                                      | 26 février 2021   | 978-4-592-16196-7                                                        | —                |                   |
| 12                                                      | 29 juillet 2021   | 978-4-592-16197-4                                                        | —                |                   |
| 13                                                      | 28 janvier 2022   | 978-4-592-16198-1                                                        | —                |                   |
| 14                                                      | 29 novembre 2022  | 978-4-592-16199-8                                                        |                  |                   |
| 15                                                      | 29 novembre 2022  | 978-4-592-16200-1                                                        |                  |                   |

### Anime
Une adaptation en une série télévisée d'animation a été annoncée dans le 3e numéro de 2018 du Young Animal, sorti le 26 janvier 2018,. Celle-ci est réalisée par Seiji Kishi au sein du studio d'animation Lerche avec Yū Kinome comme assistant réalisateur, Yūko Kakihara pour l'écriture des scripts et Masato Koda pour composer la bande originale,,. Composée de 12 épisodes, elle est diffusée pour la première fois au Japon entre le 8 juillet et le 23 septembre 2018 sur AT-X, et un peu plus tard sur Tokyo MX, KBS, BS11, SUN et TVA,. Crunchyroll détient les droits de diffusion en streaming de l'anime dans le monde entier, excepté en Asie,.
Un OAV sera publié avec l'édition limitée du 7e volume du manga le 26 décembre 2018.
La chanson de l'opening, intitulée Three Piece (スリピス, Suripisu), et celle de l'ending, intitulée Inkya Impulse (インキャインパルス, Inkya Inparusu), sont interprétées par les seiyūs Hina Kino, Rika Nagase et Konomi Kohara sous le nom de leurs personnages,,.

#### Liste des épisodes
| No                                                                   | Titre français                                                                                         | Titre japonais                                                    | Titre japonais                                                                    | Date de 1re diffusion |
| No                                                                   | Titre français                                                                                         | Kanji                                                             | Rōmaji                                                                            | Date de 1re diffusion |
| -------------------------------------------------------------------- | --- | ----------------------------------------------------------------- | --------------------------------------------------------------------------------- | --------------------- |
| 1                                                                    | Échange de bons procédés / Cheap thrill / Les joueuses / Gentil pervers                                | 等価交換 / チープなスリル / 遊び人 / 優しい変態                   | Tōka kōkan / Chīpu na suriru / Asobinin / Yasashii hentai                         | 8 juillet 2018        |
| [Chapitres 1-2-3-5]                                                  | |                                                                   |                                                                                   |                       |
| 2                                                                    | Passe-temps / Le jeu de l'amitié / Procès en sorcellerie / Rencontre amicale                           | 暇つぶし / 友情ゲーム / 魔女裁判 / ノンタイトルマッチ             | Himatsubushi / Yūjō gēmu / Majo saiban / Non taitoru matchi                       | 15 juillet 2018       |
| [Chapitres 4-6-7-8]                                                  | |                                                                   |                                                                                   |                       |
| 3                                                                    | Défaite interdite / Marionnette / Au péril de sa vie                                                   | 絶対に負けられない戦い / 操り人形 / 命懸け                        | Zettai ni Makerarenai Tatakai / Ayatsuri Ningyō / Inochigake                      | 22 juillet 2018       |
| [Chapitres 9-10-12]                                                  | |                                                                   |                                                                                   |                       |
| 4                                                                    | Lasers sous la ceinture / L'Hôpital qui se moque de la charité / Occupation illégale / Jeu de boule    | 下半身からビーム / 目クソ鼻クソ / 不法占拠 / 尻遊び               | Kahanshin kara bīmu / Me kuso hana kuso / Fuhō senkyo / Shiri asobi               | 29 juillet 2018       |
| [Chapitres 13-15-11-16]                                              | |                                                                   |                                                                                   |                       |
| 5                                                                    | Style d'enfer / Interrogatoire orienté / La Malédiction de Maeda / Éducation sexuelle                  | 悪魔的センス / 誘導尋問 / 前多の呪い / 性教育                     | Akuma-teki sensu / Yūdō jinmon / Maeda no noroi / Seikyōiku                       | 5 août 2018           |
| [Chapitres 14-17-18-19]                                              | |                                                                   |                                                                                   |                       |
| 6                                                                    | Astérisque / Révisions / Changement de look / Combat acharné, le retour                                | アスタリスク / テスト勉強 / イメチェン / 激闘、再び               | Asuterisuku / Tesuto benkyō / Imechen / Gekitō, futatabi                          | 12 août 2018          |
| [Chapitres 24-25-20-21]                                              | |                                                                   |                                                                                   |                       |
| 7                                                                    | Le Cercle des voleurs / Filles effroyables / Bizarre, vous avez dit bizarre ? / Crime de lèse-poitrine | 怪盗・あそ研 / 恐怖の女 / 電波でGO / おっぱいの悲劇               | Kaitō aso-ken / Kyōfu no on'na / Denpa de gō / Oppai no higeki                    | 19 août 2018          |
| [Chapitres 22-23-26-27]                                              | |                                                                   |                                                                                   |                       |
| 8                                                                    | Germes, attrapez-les tous ! / Révélation divine / Jeu de l'oie démoniaque                              | バイキン、ゲットだぜ / 神の啓示 / 魔のスゴロク                    | Baikin, getto da ze / Kami no keiji / Ma no sugoroku                              | 26 août 2018          |
| [Chapitres 28-36-30-31]                                              | |                                                                   |                                                                                   |                       |
| 9                                                                    | Tracas d'une fausse étrangère / Poupée gonflée / Manipulation génétique                                | エセ外国人の悩み / ダッチなワイフ / 遺伝子操作                    | Ese gaikokujin no nayami / Datchi na waifu / Idenshi sōsa                         | 2 septembre 2018      |
| [Chapitres 29-32-33]                                                 | |                                                                   |                                                                                   |                       |
| 10                                                                   | Mon cœur bat très fort / Le Procès impudique de Hanako / Le secret m'habite / Tournage de film         | 心がぴょんぴょん / 華子のハレンチ裁判 / ティンPOの秘密 / 映画制作 | Kokoro ga pyon pyon / Hanako no harenchi saiban / TinPO no himitsu / Eiga seisaku | 9 septembre 2018      |
| [Chapitres 34-35-37 + Omake 31.5]                                    | |                                                                   |                                                                                   |                       |
| 11                                                                   | Au revoir, présidente / Projet sorcière du club occulte / Visage létal                                 | さよなら生徒会長 / オカケン・ウィッチ・プロジェクト / 顔面凶器    | Sayonara Seito-kaichō / Okaken witchi purojekuto / Ganmen kyōki                   | 16 septembre 2018     |
| [Chapitres 38-39-47-40-41]                                           | |                                                                   |                                                                                   |                       |
| 12                                                                   | Daniel / Réunion des gros bonnets / Battle royale au pays des merveilles / Guerre sur papier           | ダニエル / ブラ会議 / メルヘン・バトルロワイヤル / 紙のみぞ戦争   | Danieru / Bura kaigi / Meruhen batorurowaiyaru / Kami nomi zo sensō               | 23 septembre 2018     |
| [Chapitres 42-45-46 + Omake 40.5]                                    | |                                                                   |                                                                                   |                       |
| SP1                                                                  | Petit frère                                                                                            | おとうと                                                          | Otōto                                                                             | 28 novembre 2018      |
| [Chapitre 44] Note : Episode spécial                                 | |                                                                   |                                                                                   |                       |
| SP2                                                                  | Armstrong                                                                                              | アームストロング                                                  | Āmusutorongu                                                                      | 21 décembre 2018      |
| [Chapitre 49] Note : Episode spécial                                 | |                                                                   |                                                                                   |                       |
| OAV                                                                  | Concours de cosplay / Au moi adulte                                                                    | コスプレ大会 / 大人の私へ                                         | Kosupure taikai / Otona no watashi e                                              | 26 décembre 2018      |
| [Chapitres 43-48] Note : Publié avec l'édition limitée du 7e volume. | |                                                                   |                                                                                   |                       |

## Accueil
En août 2017, la série est classée 19e dans la « catégorie Comics » d'après les votes pour la troisième édition du « Grand prix Tsugini kuru manga » (次にくるマンガ大賞, Tsugini kuru manga taishō), organisé par le magazine Da Vinci de Media Factory et le site web Niconico. Le tirage total de la franchise, comprenant les différents romans et mangas, s'élève à 1,1 million de copies en décembre 2018.

### Œuvres

#### Édition japonaise
1. 1 2  (ja) « あそびあそばせ », sur Hakusensha (consulté le 24 septembre 2018)
2. 1 2  (ja) « あそびあそばせ 2 », sur Hakusensha (consulté le 24 septembre 2018)
3. 1 2  (ja) « あそびあそばせ 3 », sur Hakusensha (consulté le 24 septembre 2018)
4. 1 2  (ja) « あそびあそばせ 4 », sur Hakusensha (consulté le 24 septembre 2018)
5. 1 2  (ja) « あそびあそばせ 5 », sur Hakusensha (consulté le 24 septembre 2018)
6. 1 2  (ja) « あそびあそばせ 6 », sur Hakusensha (consulté le 24 septembre 2018)
7. 1 2  (ja) « あそびあそばせ 7 », sur Hakusensha (consulté le 12 novembre 2018)
8. 1 2  (ja) « あそびあそばせ　アニメＤＶＤ付き限定版 7 », sur Hakusensha (consulté le 12 novembre 2018)
9. 1 2  (ja) « あそびあそばせ 8 », sur Hakusensha (consulté le 18 octobre 2019)
10. 1 2  (ja) « あそびあそばせ 9 », sur Hakusensha (consulté le 5 mars 2020)
11. 1 2  (ja) « あそびあそばせ 10 », sur Hakusensha (consulté le 28 août 2020)
12. 1 2  (ja) « あそびあそばせ 11 », sur Hakusensha (consulté le 10 avril 2022)
13. 1 2  (ja) « あそびあそばせ 12 », sur Hakusensha (consulté le 10 avril 2022)
14. 1 2  (ja) « あそびあそばせ 13 », sur Hakusensha (consulté le 10 avril 2022)
15. 1 2  (ja) « あそびあそばせ 14 », sur Hakusensha (consulté le 10 avril 2022)
16. 1 2  (ja) « あそびあそばせ 15 », sur Hakusensha (consulté le 10 avril 2022)

#### Édition française
1. 1 2  « Vol.1 Asobi Asobase - Manga », sur manga-news.com (consulté le 10 avril 2022)
2. 1 2  « Vol.2 Asobi Asobase - Manga », sur manga-news.com (consulté le 10 avril 2022)
3. 1 2  « Vol.3 Asobi Asobase - Manga », sur manga-news.com (consulté le 10 avril 2022)
4. 1 2  « Vol.4 Asobi Asobase - Manga », sur manga-news.com (consulté le 10 avril 2022)